# タイ国立遺伝子生命工学研究センター
タイ国立遺伝子生命工学研究センター (タイ語:ศูนย์พันธุวิศวกรรมและเทคโนโลยีชีวภาพแห่งชาติ、タイ略語:ไบโอเทค、英語：National Center for Genetic Engineering and Biotechnology 英略称：BIOTEC）は、タイ王国 内閣科学技術省タイ国立科学技術開発庁監督下の研究所。1986年9月20日に設立。タイ王国におけるバイオテクノロジー、遺伝子工学の分野での研究開発、産業の育成を目的とする。パトゥムターニー県タイランド・サイエンスパーク内に立地。タイ国立遺伝子工学バイオテクノロジーセンターとも記述される。 

## 概要
タイ国立遺伝子生命工学研究センターは、1983年9月20日内閣の決定を受けて、科学技術エネルギー省監督下の「国立遺伝子生命工学センター」（NCGEB）として設立された。タイのバイオテクノロジー研究助成機関として高等研究機関、博士、修士学生の研究資金支援を行ってきた。1991年12月30日、タイ国立科学技術開発庁の発足すると、その傘下に加わった。2003年、政府が「バイオテクノロジー政策委員会」を組織すると、同研究所はタイのバイオテクノロジー戦略の主導的な位置を任せられることになった。さらに、2007年から2008年の間、タイ国立科学技術開発庁で大規模な再編が行われると、2008年10月1日研究センターの研究資金配分機能と研究研究計画管理業務は、同庁の研究クラスター・プログラム管理局に管理が移管され、この措置により、研究センターは研究ファンドとしての役割を終え、純粋に研究所としての地位を獲得することになった。

## 所在地

### 研究所本部
- パトゥムターニー県 クローンルワン郡 タムボン・クローンヌン パホンヨーティン通り サイエンスパーク 113

（113 อุทยานวิทยาศาสตร์ประเทศไทย ถนนพหลโยธิน ตำบลคลองหนึ่ง อำเภอคลองหลวง จังหวัดปทุมธานี 12120）

## 研究ユニット
研究センターは数多くの目的別研究ユニット群といくつかの独立研究所・センターから構成されている。研究所では外部公機関や大学との共同研究も行っており、研究所では農業科学からバイオ医療、環境科学まで幅広い分野の研究を行っている。
1. バイオ資源技術ユニット - タイランド・サイエンスパーク内
2. 農業バイオテクノロジー研究ユニット - タイランド・サイエンスパーク内
3. 食糧バイオテクノロジー研究ユニット - タイランド・サイエンスパーク内
4. 医用高分子生物学研究ユニット - タイランド・サイエンスパーク内
5. タイ・ゲノム研究所 - タイランド・サイエンスパーク内
6. 生化学エンジニアリング・パイロットプラント研究開発ユニット - モンクット王工科大学トンブリ校（KMUTT）内
7. 廃棄物利用管理拠点センター(ECoWaste)  - モンクット王工科大学トンブリ校（KMUTT）内
8. キャッサバ・スターチ技術研究ユニット - カセートサート大学内
9. 米遺伝子解析ユニット - カセートサート大学内
10. 医用バイオテクノロジー研究ユニット - シリラート病院内
11. バイオ医療技術研究センター - チェンマイ大学内
12. 海洋バイオテクノロジー拠点センター - チュラーロンコーン大学内
13. 海老高分子生物学・ゲノミクス拠点センター - チュラーロンコーン大学内
14. 海老高分子生物学・バイオテクノロジー拠点センター(Centex Shrimp)  - マヒドーン大学内
15. 泥炭地熱帯雨林研究拠点 - ナラーティワート県内

## 受賞
同研究所主任研究員ユンヨット・ユッタウォン博士はマラリア研究が認められ、2004年第9回日経アジア賞を受賞している。

## 関連事項
- 科学技術省 (タイ)
- タイ国立科学技術開発庁（NSTDA）
- タイランド・サイエンスパーク
- タイ技術管理センター（TMC）
- タイ国立金属材料技術研究センター（MTEC）
- タイ国立ナノテクノロジー研究センター（NANOTEC）
- タイ国立電子コンピューター技術研究センター（NECTEC）